# Zakazane śledztwa Rona Kamonohashiego
Zakazane śledztwa Rona Kamonohashiego (jap. 鴨乃橋ロンの禁断推理 Kamonohashi Ron no kindan suiri) – manga autorstwa Akiry Amano, publikowana w magazynie internetowym „Shōnen Jump+” wydawnictwa Shūeisha od października 2020. Na jej podstawie studio Diomedéa wyprodukowało serial anime, który emitowano od października do grudnia 2023. Drugi sezon był emitowany od października do grudnia 2024.
Polski przekład mangi ukazuje się nakładem wydawnictwa Studio JG.

## Fabuła
Seria opowiada o przygodach Rona Kamonohashiego, ekscentrycznego prywatnego detektywa, i Totomaru Isshikiego, niezdarnego oficera policji, którzy wspólnie rozwiązują zagadki kryminalne. Pięć lat temu Ron był najlepszym uczniem w Akademii Detektywistycznej Blue. Jednak po tym, jak został uznany za odpowiedzialnego za śmiertelny incydent znany jako „Krwawa wycieczka” spowodowany jego tymczasową niepoczytalnością, jego licencja detektywa została cofnięta, a on sam wydalony. Niezdolny do zrealizowania swojej jedynej pasji jaką jest rozwiązywanie tajemnic, Ron żył od tego czasu w izolacji od świata. Kiedy Totomaru prosi go o pomoc w pewnej sprawie, obaj nawiązują współpracę, w ramach której Totomaru bierze na siebie odpowiedzialność za sprawy rozwiązywane przez Rona.

## Bohaterowie
- Ron Kamonohashi (jap. 鴨乃橋 ロン Kamonohashi Ron)

Seiyū: Yōhei Azakami 
- Totomaru Isshiki (jap. 一色 都々丸 Isshiki Totomaru)

Seiyū: Jun’ya Enoki 
- Amamiya (jap. 雨宮)

Seiyū: Yōko Hikasa 
- Spitz Feier (jap. シュピッツ・ファイア Shupittsu Faia)

Seiyū: Taku Yashiro 
- Mofu Usaki (jap. 卯咲 もふ Usaki Mofu)

Seiyū: Nao Tōyama 
- Omito Kawasemi (jap. 翡翠臣疾 Kawasemi Omito)

Seiyū: Jun Fukuyama 

## Manga
Pierwszy rozdział mangi ukazał się 11 października 2020 w magazynie internetowym „Shōnen Jump+”. Pierwsza część mangi zakończyła się 30 kwietnia 2023, druga zaś rozpoczęła się 4 czerwca. Wydawnictwo Shūeisha zebrało jej rozdziały do wydań w formacie tankōbon, których pierwszy tom ukazał się 21 października 2021. Według stanu na 4 października 2024, do tej pory wydano 15 tomów.
W Polsce wydanie mangi zapowiedziało Studio JG, premiera zaś odbyła się 3 listopada 2023.
| Nr | Język japoński      | Język japoński         | Język polski         | Język polski           |
| Nr | Data wydania        | ISBN                   | Data wydania         | ISBN                   |
| -- | ------------------- | ---------------------- | -------------------- | ---------------------- |
| 1  | 4 lutego 2021       | ISBN 978-4-08-882564-9 | 3 listopada 2023     | ISBN 978-83-8257-276-6 |
| 2  | 30 kwietnia 2021    | ISBN 978-4-08-882650-9 | 29 lutego 2024       | ISBN 978-83-8257-377-0 |
| 3  | 4 sierpnia 2021     | ISBN 978-4-08-882738-4 | 30 kwietnia 2024     | ISBN 978-83-8257-415-9 |
| 4  | 4 listopada 2021    | ISBN 978-4-08-882840-4 | 28 czerwca 2024      | ISBN 978-83-8257-466-1 |
| 5  | 4 lutego 2022       | ISBN 978-4-08-883021-6 | 30 sierpnia 2024     | ISBN 978-83-8257-511-8 |
| 6  | 2 maja 2022         | ISBN 978-4-08-883108-4 | 28 października 2024 | ISBN 978-83-8257-569-9 |
| 7  | 4 sierpnia 2022     | ISBN 978-4-08-883207-4 | 14 lutego 2025       | ISBN 978-83-8257-625-2 |
| 8  | 4 listopada 2022    | ISBN 978-4-08-883298-2 | —                    |                        |
| 9  | 4 stycznia 2023     | ISBN 978-4-08-883351-4 | —                    |                        |
| 10 | 4 kwietnia 2023     | ISBN 978-4-08-883473-3 | —                    |                        |
| 11 | 4 lipca 2023        | ISBN 978-4-08-883615-7 | —                    |                        |
| 12 | 4 października 2023 | ISBN 978-4-08-883732-1 | —                    |                        |
| 13 | 4 marca 2024        | ISBN 978-4-08-883861-8 | —                    |                        |
| 14 | 4 czerwca 2024      | ISBN 978-4-08-884083-3 | —                    |                        |
| 15 | 4 października 2024 | ISBN 978-4-08-884231-8 | —                    |                        |

## Anime
Adaptacja w formie telewizyjnego serialu anime została zapowiedziana 18 grudnia 2022. Seria została wyprodukowana przez studio Diomedéa i wyreżyserowana przez Shōtę Ihatę. Scenariusz napisał Wataru Watari, postacie zaprojektował Masakazu Ishikawa, a muzykę skomponował Yo Tsuji. Anime było emitowane od 2 października do 25 grudnia 2023 w AT-X i innych stacjach. Prawa do streamingu serii nabył serwis Crunchyroll.
Po emisji ostatniego odcinka zapowiedziano powstanie drugiego sezonu. Emisja rozpoczęła się 7 października i zakończyła 30 grudnia 2024.

### Ścieżka dźwiękowa
| Seria          | Tytuł                                                  | Wykonawca            | Źródło   |
| Czołówka       | Czołówka                                               | Czołówka             | Czołówka |
| -------------- | ------------------------------------------------------ | -------------------- | -------- |
| 1              | „Ikenai Fool Logic” (jap. いけない fool logic)         | Unison Square Garden | [ 38 ]   |
| 2              | „Feedback o narashite” (jap. フィードバックを鳴らして) | Humbreaders          | [ 39 ]   |
| Napisy końcowe |                                                        |                      |          |
| 1              | „Lipsync” (jap. リップシンク)                          | Hockrockb            | [ 5 ]    |
| 2              | „Labyrinth” (jap. ラビリンス Rabirinsu)                | Hockrockb            | [ 39 ]   |

## Odbiór
W czerwcu 2021 manga była nominowana do 7. nagrody Next Manga Award w kategorii manga internetowa, zajmując 14. miejsce spośród 50 nominowanych.